# Ava (film, 2017)
Ava je francouzský hraný film z roku 2017, který režírovala Léa Mysius podle vlastního scénáře. Film byl uveden na sekci Týden kritiků filmového festivalu v Cannes dne 19. května 2017.

## Děj
Mladá třináctiletá Ava je na dovolené u oceánu se svou matkou Maud. Během lékařské prohlídky se dozví, že se její zrak, ohrožený nemocí, zhoršuje rychleji, než se očekávalo. Ava brzy přestane za slabého osvětlení vidět a její zorné pole se zúží.

## Obsazení
| Noée Abita          | Ava        |
| Laure Calamy        | Maud       |
| Juan Cano           | Juan       |
| Tamara Cano         | Jessica    |
| Daouda Diakhate     | Tété       |
| Baptiste Archimbaud | Matthias   |
| Franck Beckmann     | oftalmolog |

## Ocenění
- Cena Sopadin Junior za nejlepší scénář: Cena Harlekýn
- Filmový festival v Cannes: cena SACD a cena poroty Palme Dog
- Festival nového filmu v Montrealu: Zlatý vlk
- Mezinárodní ženský filmový festival Salé: cena poroty
- Mezinárodní filmový festival ve Stockholmu: nejlepší kamera (Paul Guilhaume)
- Mezinárodní filmový festival v Palm Springs: Zvláštní cena poroty New Voices/New Visions
- César: nominace na nejlepší herečku ve vedlejší roli (Laure Calamy)